# Sweetener (canção)
"Sweetener" (estilizado em letras minúsculas) é uma canção da cantora americana Ariana Grande de seu quarto álbum de estúdio de mesmo nome, lançado em 2018. A canção foi escrita por Grande e seu produtor Pharrell Williams.

## Histórico e lançamento
Foi escrito por Grande e Williams, que também cuidou da produção. Os vocais de Grande foram gravados por Sam Holland e Noah Passovoy no MXM Studios em Los Angeles, Califórnia, com Jeremy Lertola fornecendo assistência ao engenheiro de gravação. Phill Tan  mixou a faixa, e Josh Cadwin foi o engenheiro de áudio, com Andrew Coleman e Mark Larson como o engenheiro de gravação. Randy Merrill posteriormente masterizou a música em Sterling Sound em New York City,  New York.
A canção foi provada pela primeira vez no videoclipe "No Tears Left to Cry" de Grande, junto com outras canções. Grande postou uma foto dela ouvindo a música em seus stories no Instagram. Em 21 de julho de 2018, um paparazzi vazou um trecho de Grande tocando a música em seu carro, mais tarde naquele dia Grande confirmou o trecho em seu Twitter.

## Composição e letras
|                                                    | Sweetener Uma amostra de 20 segundos da música. |
| Problemas para escutar este arquivo? Veja a ajuda. |                                                 |

"Sweetener" é executado por uma duração total de três minutos e vinte e oito segundos (3:28). A música foi uma das primeiras que Grande escreveu para Sweetener. Liricamente, a música fala sobre autocuidado e empoderamento enquanto ela canta diretamente para seu amante. Ele também contém duplo sentido na música. De acordo com a partitura publicada na Musicnotes.com pela Universal Music GroupUniversal Music Publishing Group, a música é composta na  tonalidade de E maior com um tempo de 120  batidas por minuto. Os vocais de Grande variam da nota de  F♯  3 a  D  5.